# GSC137-813-1
TYC137-813-1 — хімічно пекулярна зоря спектрального класу A5, що має видиму зоряну величину в смузі V приблизно 11,7.